# Schoenlandella coelofrons
Schoenlandella coelofrons är en stekelart som först beskrevs av Trevor Huddleston och Walker 1988.  Schoenlandella coelofrons ingår i släktet Schoenlandella och familjen bracksteklar. Inga underarter finns listade i Catalogue of Life.